# Carl Malkolm Sinclair
Carl Malkolm Sinclair, född 11 november 1802 i Linköpings församling, Östergötlands län, död 25 november 1828 i Linköpings församling, Östergötlands län, var en svensk kammarherre och militär.

## Biografi
Carl Malkolm Sinclair föddes 1802 i Linköping, Linköpings församling. Han var son till kammarherren Fredrik Sinclair och Brita Magdalena Fock. Sinclair blev 7 april 1810 sergeant vid andra livgrenadjärregementet och 22 november 1817 fanjunkare vid första livgrenadjärregemente. Han blev 28 september 1818 fänrik vid nämnda regemente, 24 juni 1825 kammarjunkare och 1 februari 1828 kammarherre. Sinclair avled 1828 i Linköping, Linköpings församling.